# فرانكا مارزى
فرانكا مارزى (بالإيطالية: Franca Marzi)‏ هي ممثلة إيطالية، ولدت في 18 أغسطس 1926 بروما في إيطاليا، وتوفيت في 6 مارس 1989 في إيطاليا.

## أعمال

### أفلام
- (1957) ليالي كابيريا

## وصلات خارجية
- فرانكا مارزى على موقع IMDb (الإنجليزية)
- فرانكا مارزى على موقع أول موفي (الإنجليزية)
- فرانكا مارزى على موقع قاعدة بيانات الفيلم (الإنجليزية)